# Злобін Іван Сергійович
Іван Сергійович Злобін (рос. Ива́н Серге́евич Зло́бин, нар 7 березня 1997, Тюмень) — російський футболіст, воротар португальського клубу «Бенфіка».

## Клубна кар'єра
Уродженець Тюмені, Іван Злобін з шестирічного віку тренувався у футбольній секції. У 2009 році 12-річний воротар став гравцем футбольної Академії імені Юрія Конопльова з Тольятті. У 2013 році перейшов у футбольну академію московського ЦСКА. У жовтні 2015 року став гравцем молодіжної команди португальського клубу «Уніан Лейрія». У січні 2016 року був орендований лісабонською «Бенфікою», а в червні 2016 року підписав п'ятирічний контракт із клубом.
4 серпня 2019 року Злобін став володарем Суперкубка Португалії, провівши матч проти «Спортінга» на лавці запасних. 17 вересня 2019 року потрапив в заявку «Бенфіки» на матч групового етапу Ліги чемпіонів проти клубу «РБ Лейпциг». 25 вересня 2019 року дебютував в основному складі «Бенфіки» у матчі Кубка португальської ліги проти «Віторії» (Гімарайнш), і зберіг свої ворота «сухими». Матч завершився внічию з рахунком 0:0.

## Кар'єра в збірній
Виступав за юнацькі збірні Росії до 16, 17 і до 18 років під керівництвом Сергія Кир'якова.

## Досягнення
- Володар Суперкубка Португалії: 2019